# Jacques-Martin Hotteterre
Jacques-Martin Hotteterre detto le Romain (Parigi, 29 settembre 1674 – Parigi, 16 luglio 1763) è stato un flautista, compositore e fagottista francese.

## Biografia
Degno erede di una celebre famiglia di costruttori di strumenti a fiato, originaria di La Couture (oggi La Couture-Boussey nel dipartimento dell'Eure), Jacques-Martin Hotteterre fu senza dubbio il più dotato della sua dinastia, assieme a suo padre Martin, costruttore rinomato di flauti, che costruì alcuni esemplari anche per il compositore Jean-Baptiste Lully.
Si pensa che il soprannome le Romain gli sia stato attribuito in seguito a un soggiorno che fece a Roma per disitnguerlo dagli altri membri della sua famiglia. È certamente da identificare con lui il «Monsù Giacomo mastro di flauto» documentato alla corte del marchese Francesco Maria Ruspoli a Roma da ottobre 1698 a luglio 1700.

Hotteterre entrò nel 1705 come suonatore di fagotto nella Grande Écurie, incarico poi cumulato con quello di flûte de la chambre du Roy. Egli fu un flautista molto rinomato e per questo strumento scrisse numerosi pezzi che si andarono ad assommare con quelli scritti da Marin Marais e Michel de La Barre.

Eccellente costruttore di strumenti a fiato, compositore e musicista di gran talento, egli ha lasciato ai posteri delle composizioni musicali come due libri di pezzi flauto traverso e basso continuo, Suites de pièces à deux flûtes (1712), Duo et rondeau (1708), etc., ma anche dei trattati a carattere tecnico e pedagogico come L'art de préluder sur la flûte traversière (1719), Principes de la flûte à bec ou flûte d'Allemagne, de la flûte traversière et du hautbois (1707) che vennero tradotti anche in olandese e in inglese.
La famiglia Hotteterre è conosciuta per aver apportato grandi innovazioni, intorno al 1670, alla costruzione di diversi strumenti a fiato, anche se queste non possono essere attribuite ad uno specifico esponente della famiglia. 
Nel 1728 sposò a Parigi Elisabeth-Geneviève Charpentier, figlia di un notaio e nipote di un consigliere del re, cosa che, aggiunta all'eredità del padre, gli permise di evitare un lavoro manuale e di dedicarsi alla composizione e all'insegnamento. Jacques Hotteterre morì nel 1763 e suo figlio Jean-Baptiste gli succedette nelle cariche fino alla morte avvenuta nel 1770. La sua unica figlia Marie Geneviève sposò Claude Balbastre il 2 gennaio 1763 alla presenza di Jean-Philippe Rameau e di Jean-Joseph de Mondonville.

## Opere
- Op. 1 Principes de la flûte traversière, ou flûte d'Allemangne, de la flûte à bec ou flûte douce et du hautbois, divisez par traictez (1701)
- Op. 2 Premier livre de pièces pour la flûte traversière et autres instruments avec la basse (1715)
- Op. 3 Sonates en trio pour les flûtes traversières et a bec, violon, hautbois (1712)
- Op. 4 Première suitte de pièces à deux dessus, sans basse continue. Pour les flûtes-traversières, flûtes à bec, violes (1712)
- Op. 5 Deuxième livre de pièces pour la flûte traversière et autres instruments avec la basse (1715)
- Op. 6 Deuxième suite de pièces à deux dessus pour les flûtes-traversières, flûtes à bec, violes, etc... avec une basse adjoutée et sans altération des dessus, laquelle on y pourra joindre pour le concert (1717)
- Op. 7 L'art de préluder sur la flûte traversière (1719)
- Op. 8 Troisième suite de pièces à deux dessus (1722)
- Op. 9 Concert de Rossignol [perduto]
- Op. 10 Méthode pour la Musette contenant des principes, par un recueil d'airs et quelques préludes (1738)

- Airs et brunettes à deux et trois dessus avec la basse - Tirez des meilleurs autheurs (1721)
- Arrangiamenti di pezzi di Valentine e Torelli per due flauti
- Arrangiamenti di trii di Albinoni [perduti]